# Vance Packard
Vance Packard (22 de mayo de 1914, Granville Summit, Pensilvania, Estados Unidos-12 de diciembre de 1996, Martha's Vineyard, Massachusetts) fue un economista, sociólogo y escritor estadounidense. Investigó sobre el sistema de consumo norteamericano y sus excesos, los efectos de la publicidad sobre la población y los métodos psicológicos de los publicitarios.

## Biografía
Sus padres Philip J. Packard y Mabel Case Packard gestionaban una explotación agrícola que pertenecía a la Universidad Estatal de Pensilvania. En 1932, Vance Packard empieza a cursar estudios de inglés en esa universidad. Obtiene su diploma en 1936 y lo completa con un master en la escuela de periodismo de la universidad de Columbia.
En 1937, se convierte en reportero para el diario Boston Daily Record. En 1938, se casa con Virginia Matthews.
Se convierte en reportero para la Associated Press en 1940, y, en 1942, para The American Magazine. A partir de 1956 se dedica exclusivamente a la escritura de libros.
En 1957, su primer gran libro, The Hidden Persuaders (en español, Las formas ocultas de la propaganda) es publicado y suscita gran interés tanto en Estados Unidos como en Europa, lanzando así su carrera de intelectual y autor. Se vendieron más de un millón de copias de dicho libro en Estados Unidos.

## Pensamiento
Vance Packard fue el primer pensador norteamericano que denunció las técnicas de manipulación mentales y psicológicas con su libro The Hidden Persuaders (en español, Las formas ocultas de la propaganda). Puso especial énfasis sobre los nuevos métodos de manipulación mental introducidas por la televisión como los mensajes subliminales (James Vicary, investigador de marketing sobre el cual se apoyaba Packard constató que la introducción de mensajes subliminales como «Beban Coca-Cola» habían aumentado las ventas de 15 %). Este libro, best-seller en los años 1950 en Estados Unidos, inspiró los movimientos de consumidores y todavía hoy sirve de base a la denuncia de los excesos del consumo.
En 1964, Vance Packard publica otro libro importante, The Naked Society, que tiene por tema la vigilancia a la que está sometida la población por la policía y sobre todo por las empresas mediante la recogida de datos personales. Packard no duda en comparar a la sociedad en la que vive con las obras de anticipación de George Orwell y Aldous Huxley : 1984 y Un mundo feliz.